# Способін Ігор Володимирович
Ігор Володимирович Способін (20 квітня (3 травня) 1900, Москва — 31 серпня 1954, Москва) — радянський музикознавець, викладач.

## Біографія
1927 року закінчив Московську державну консерваторію як музикознавець-теоретик, клас Г. Е. Конюса. Гармонію, поліфонію та композицію вивчав під керівництвом Р. М. Глієра, фугу і інструментування — у С. Н. Василенка. 1935 року захистив кандидатську дисертацію, присвячену гармонії М. А. Римського-Корсакова.
Викладацька кар'єра та наукова діяльність Способіна пов'язані з Московською консерваторією, де він викладав (з 1924) музично-теоретичні дисципліни (вів гармонію починаючи з 1933 року). З 1939 року — професор консерваторії, в 1943–1948 роках — завідувач кафедрою теорії музики, в 1942–1947 — декан теоретико-композиторського факультету. У 1924–1945 роках викладав також в Музичному училищі при Московській консерваторії. Серед учнів Способіна: І. О. Барсова, Ю. М. Холопов, Ю. С. Саульський, А. П. Агажанов, В. О. Берков, Т. Ф. Мюллер та багато інших.
Похований на Введенському кладовищі (дільниця № 6).

## Вчення
Найзначніші праці Способіна — з гармонії та музичної форми. Способін — один з авторів надзвичайно популярного «Підручника гармонії» (так званого «бригадного підручника»), який витримав багато перевидань, і широко відомого підручника «Елементарна теорія музики», що також неодноразово перевидавався, в тому числі й в українському перекладі (перекладач - Євген Дроб’язко).
Способін розглядав гармонію в її історичній еволюції (чого не було у Чайковського та Римського-Корсакова), яку вів від епохи бароко. Досліджуючи тональність, виділяв центральні та змінні функції, ввів терміни «субсистема» (підсистема тонального ладу) та «домінантовий лад» (особливий лад, що відрізняється подвійністю основного устою), «прокоф'євська домінанта» тощо. Способіну також належить ідея «національної характерності» гармонії (яку розглядав у зв'язку з «національними» рисами мелодики) та введення в науковий обіг терміну «гармонія російської школи». Книгу Способіна про форму М. Я. Мясковський характеризував як «власне російською мовою перший за повнотою охоплення питання самостійний підручник музичних форм».

## Твори
- (співавтор) Практичний курс гармонії. М.: Музгиз, 1935 (ч.1), 1935 (ч.2).
- Збірник сольфеджіо різних авторів для двох і трьох голосів. Ч.1-2. М., 1936; 2-е вид. М., 1964 (ч.1); М., 1960 (ч.2).
- (співавтор) Підручник гармонії. М.: Музгиз, 1937 (ч.1), 1938 (ч.2) (так званий "бригадний підручник"; мн. репринт; останнє перевидання: М., 2012). Інші автори: І. Дубовський, С. Євсєєв, В. Соколов.
- Музична форма. М.-Л.: Музгиз, 1947; 2-е вид. М.: Музгиз, 1962; 3-е вид. М.: Музгиз, 1962; 4-е вид. М.: Музика, 1967; 5-е вид. М.: Музика, 1972; 6-е вид. М.: Музика, 1980; Ташкент: Укітувчі, 1982 (переклад на узб. мова); 7-е вид. М.: Музика, 1984; М.: Музика, 2002; М.: Музика, 2007; М.: Музика, 2012.
- Елементарна теорія музики. М.-Л.: Музгиз, 1951; М.: Музгиз, 1954; 3-е вид. М.: Музгиз, 1955; М.: Музгиз, 1956; М.: Музгиз, 1958; М.: Музгиз, 1959; М.: Музгиз, 1961; М.: Музгиз, 1963; М.: Музика, 1968; 6-е вид. М.: Музика, 1973; 7-е вид. М.: Музика, 1979; 8-е вид. М.: Музика, 1984; Єреван, 1987 (переклад на вірм. мову); М.: Кифара, 1994.
- Лекції з курсу гармонії. Літературна обробка Ю.Н.Холопова. М.: Музика, 1969.